# Montjay (Saône-et-Loire)
Montjay is een gemeente in het Franse departement Saône-et-Loire (regio Bourgogne-Franche-Comté) en telt 200 inwoners (2020). De plaats maakt deel uit van het arrondissement Louhans.

## Geografie
De oppervlakte van Montjay bedraagt 11,1 km², de bevolkingsdichtheid is 18.2 inwoners per km².
De onderstaande kaart toont de ligging van Montjay (Saône-et-Loire) met de belangrijkste infrastructuur en aangrenzende gemeenten.

## Demografie
Onderstaande figuur toont het verloop van het inwonertal (bron: INSEE-tellingen).

## Foto's

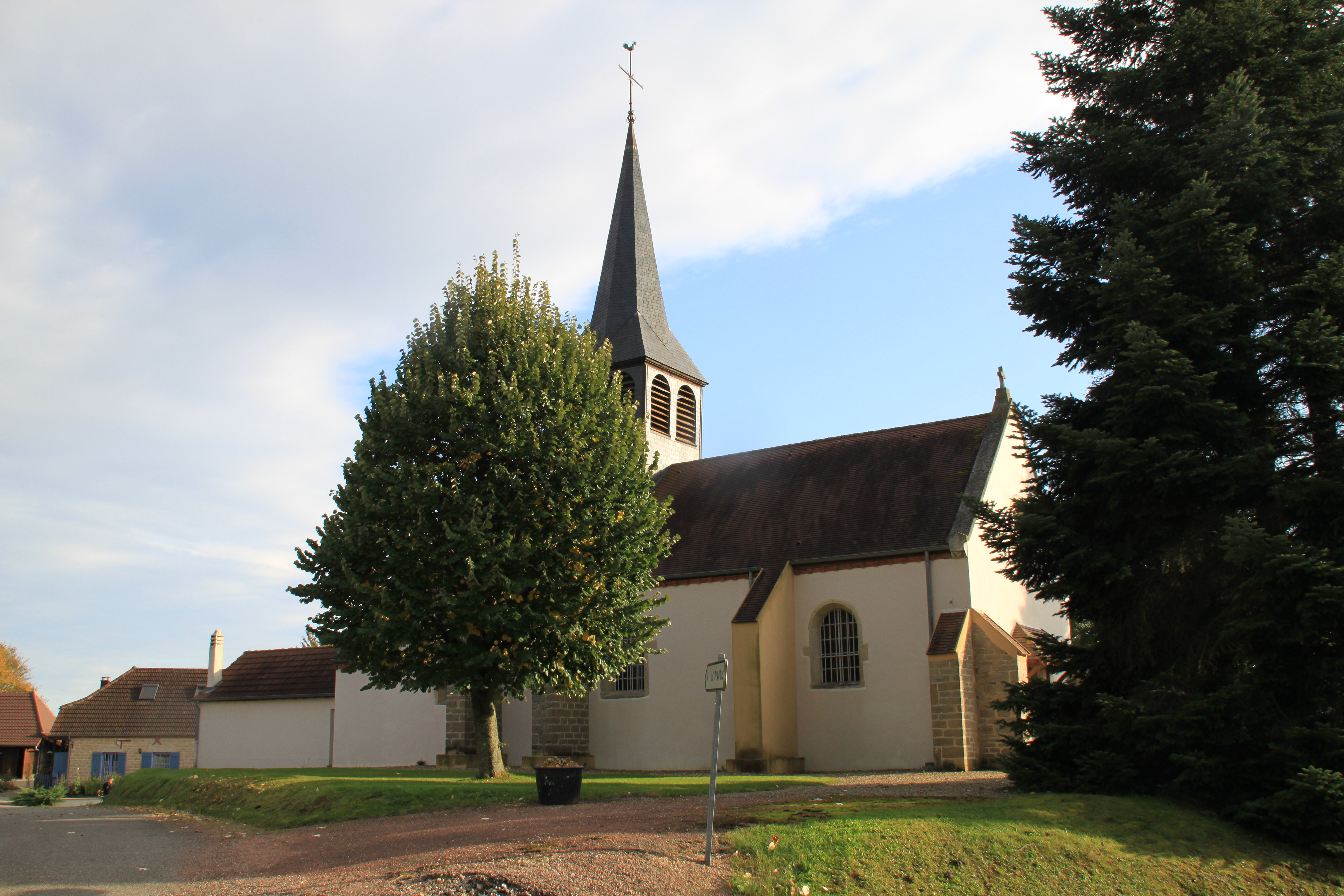
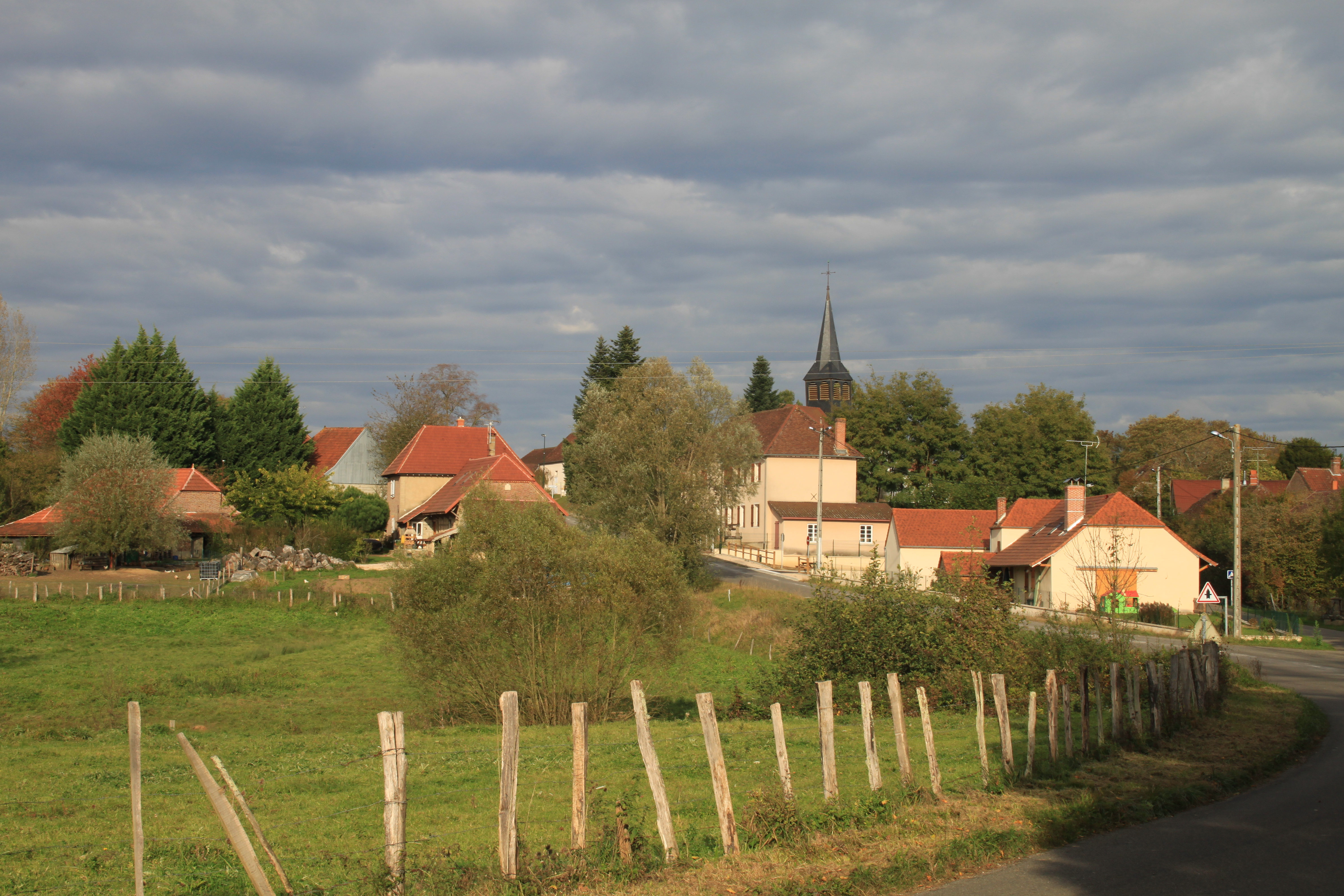